# NGC 7146
NGC 7146 is een balkspiraalstelsel in het sterrenbeeld Pegasus. Het hemelobject werd op 11 augustus 1863 ontdekt door de Duitse astronoom Albert Marth.

## Synoniemen
- MCG 0-55-24
- ZWG 376.44
- PGC 67508